# Reifrock-Narzisse
Die Reifrock-Narzisse (Narcissus bulbocodium) ist eine Pflanzenart aus der Familie der Amaryllisgewächse (Amaryllidaceae). Nach dem Botaniker John W. Blanchard wird sie in die Sektion Bulbocodium gestellt. Die Reifrock-Narzisse ist darin die Nominatform einer Reihe von kleinbleibenden Narzissen-Varietäten.

## Beschreibung
Die Reifrock-Narzisse wächst als ausdauernde krautige Pflanze und erreichen eine Wuchshöhe von bis zu 15 Zentimetern. Ihre Blüten sind tiefgelb und bilden etwa drei Zentimeter breite und konische Trichter aus. Dieser Trichter erweitert sich abrupt zur Nebenkrone, bei der die Perigonblätter abrupt aufsitzen. Sie sind 6 Millimeter lang und 0,5 Millimeter breit. Ihre Farbe ist grünlich.

## Verbreitungsgebiet
Reifrock-Narzissen findet man in Nord- und Zentralportugal, den Asturischen Bergen in Spanien sowie in Marokko. Einzelne Wildbestände gibt es auch in Südfrankreich. Innerhalb dieses großen Verbreitungsgebiet ist der Beginn der Blütezeit sehr unterschiedlich. Nordafrikanische Bestände beginnen mit ihrer Blüte bereits im November, während auf den Höhenlagen der Pyrenäen diese erst im Juli beginnt.
Es gibt eine sehr große Anzahl von Varietäten, die sich von der Nominatform vor allem in der Blütenfarbe und -größe unterscheiden.